# Didier Mommessin
Didier Mommessin est un ancien joueur de tennis de table français né le 26 août 1967. 

## Carrière
Il a été champion de France de tennis de table en simple en 1990 et champion de France en double en 1989, 1992, 1994 et 1995.
Depuis sa retraite sportive il est responsable commercial dans une grande société. A été Président du CAM Bordeaux. En 2009, joue toujours parmi les 200 meilleurs joueurs français.